# ليه كيرشاو
ليه كيرشاو (بالإنجليزية: Les Kershaw)‏ هو لاعب كرة قدم بريطاني، ولد في القرن 20.

## وصلات خارجية
- ليه كيرشاو على موقع IMDb (الإنجليزية)